# Torres de Redín
Las torres de Redín son una serie de 30 pequeñas fortificaciones mandadas construir entre 1658 y 1659 por el militar español Martín de Redín, Gran Maestre de la Orden de Malta, para proteger las costas de Malta. Están dispuestas de manera que cada una puede ver a las adyacentes, y entre todas aseguraban la ruta entre Gozo y Gran Puerto, proveyendo protección contra los corsarios.
Su arquitectura se basó en otras torres construidas por el anterior Gran Maestre, que hoy se catalogan también como torres de Redín. Muchas de las torres aún subsisten en buenos estados de conservación y son visitables.

## Las torres
| Nombre                | Imagen | Localización | Construcción | Estado                  |
| --------------------- | ------ | ------------ | ------------ | ----------------------- |
| Torre Ghajn Hadid     |        | Mellieħa     | 1658         | Derrumbada, 1856 Ruinas |
| Torre Ghallis         |        | Naxxar       | 1658         | Intacta                 |
| Torre de San Marcos   |        | Naxxar       | 1658         | Intacta                 |
| Torre Madliena        |        | Pembroke     | 1658         | Intacta                 |
| Torre de San Julián   |        | Sliema       | 1658         | Intacta                 |
| Torre Ahrax           |        | Mellieħa     | 1658         | Intacta                 |
| Torre Benghisa        |        | Birżebbuġa   | 1659         | Demolida                |
| Torre Xrobb l-Ghagin  |        | Marsaxlokk   | 1659         | Ruinas                  |
| Torre Triq il-Wiesgha |        | Żabbar       | 1659         | Intacta                 |
| Torre Delimara        |        | Marsaxlokk   | 1659         | Demolida                |
| Torre Zonqor          |        | Marsaskala   | 1659         | Demolida                |
| Torre Hamrija         |        | Qrendi       | 1659         | Intacta                 |
| Torre Wardija         |        | Żurrieq      | 1659         | Intacta                 |